# Flare (akrobatische Bewegung)

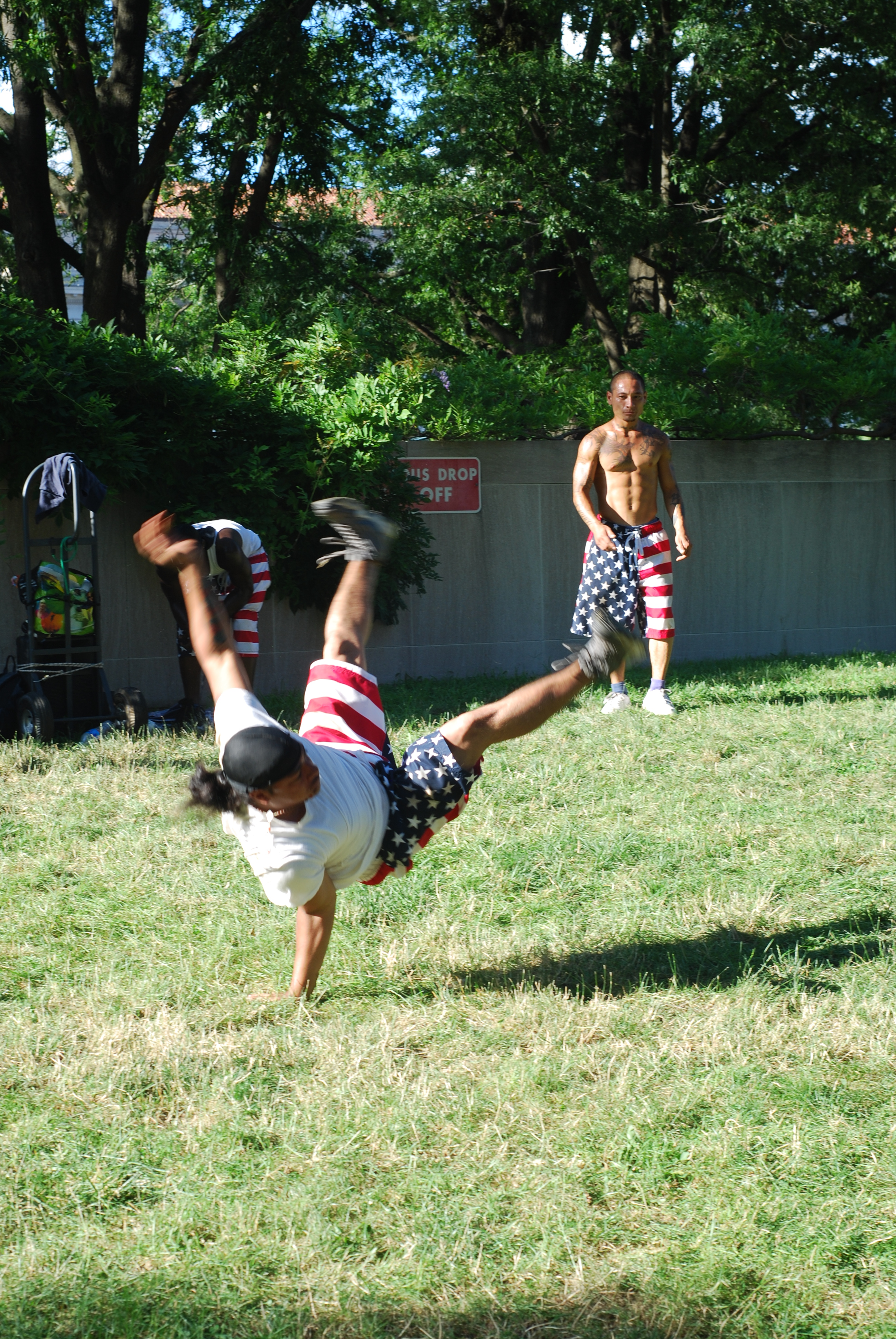
B-Boy, der Flares in Washington D.C. macht

Der Flare ist eine akrobatische Bewegung, in der der Ausübende den Rumpf abwechselnd zwischen beiden Armen balanciert und dabei die Beine unterhalb des Körpers in einem durchgehenden Kreis schwingt. Er ist ein fundamentaler Breakdance-Powermove und kann beim Turnen auf einem Pauschenpferd oder als Bodenübung angewandt werden. Die Bewegung wird üblicherweise beim Turnen Flair geschrieben und kann nach dem Erfinder, Kurt Thomas, auch „Thomas-Flair“ genannt werden.

## Schrittweise Ausführung
Die Beschreibung geht von einer Rotation gegen den Uhrzeigersinn aus.
Das linke Bein beginnt ungefähr 25 Zentimeter hinter dem rechten (nicht parallel ausgerichtet). Falls der Breaker bereits Schwung besitzt, setzt er rasch die linke Hand nahe beim linken Bein ab, wobei die Finger vom Körper weg nach links zeigen. Als Nächstes wird das linke Bein so kraftvoll wie möglich herumgeschwungen, während abgesprungen wird. Der Breaker ist nun vorbereitet, die rechte Hand abzusetzen. Das ganze Gewicht des Ausübenden wird auf die rechte Hand gewechselt, und das linke Bein kickt so kraftvoll wie möglich nach oben. Das rechte Bein schwingt unter dem linken, dann wird die linke Hand so abgesetzt, dass beide Hände nun vorne sind. Den Rücken krümmend und ohne den Boden zu berühren kickt der Breaker erneut das rechte Bein nach oben und schwingt das linke herum, um eine weitere Rotation durchzuführen.
Eine Steigerung für diese Bewegung wären zweibeinige Kreise auf einem sogenannten Pilz (ähnlich zu einem Pauschenpferd, jedoch runder und mit weniger Distanz zum Boden). Diese Übung besteht aus einer Beinrotation von 360 Grad um den Pilz mit einer Bodendistanz von ungefähr 40 Zentimeter, wobei nur die Hände das Gerät berühren.

## Variationen
Es gibt einige unterschiedliche Varianten des Flares:
- Elbow Flares – Der Unterarm (und somit der Elbogen) wird statt der Arme verwendet, um den Körper zu unterstützen. Aufgrund des niedrigen Freiraums der Beine ist dies eine schwierige Variation.
- Lotus Flares – Ein Flare mit den Beinen in einem Lotossitz.
- Half-Flares – Ähnlich zu Lotus Flares, mit dem Unterschied, dass die durchgehende schwingende Bewegung in einer Beinposition erfolgt, die die Figur Vier darstellt (statt der V-Position).
- New Yorker Flares/Atomic Flares/Power Flares – startet mit der anderen Hand als üblicherweise bei Flares. Wenn die Beine beispielsweise nach rechts bewegt werden, wird die linke Hand zuerst auf den Boden gesetzt.
- Chair Flares – ein Flare, der so übertrieben wird, dass die Schwungbewegung nach vorne wie ein Air Chair Freeze aussieht.
- Double Chair Flares – ein Chair Flare, durchgeführt mit zwei Air Chair Freezes (beide Arme gebeugt) und ohne Sprung zwischen den Handwechseln.
- Circles/Virgin Flares – Die Beine bleiben zusammen und gerade. Beim Turnen wird dies als Kreis bezeichnet und als Vorstufe zum Flare angesehen.
- Threaded Flares – Eine besondere Form des Flares, wobei der Ausübende den unterstützenden Arm verwendet (bevor die Schwungbewegung unterstützt wird), um beide Beine zusammen zu threaden. Die Beine werden frei während der Vorwärtsbewegung des Flares (B-Boy Lilou war der erste, der diese Bewegung durchführte).
- V-Flares – Ein fortgeschrittener Flare-Stil, bei dem die Beine gerade und nahe dem Körper in einer V-Position bleiben und der gesamte Schwung von der Hüfte ausgeübt wird, wodurch die Beine unbewegt bleiben und keine Unterstützung bieten. Viel Kraft ist nötig, um V-Flares zu meistern.
- British Flares – Ein Flare, welcher von einer Handstandposition aus startet. Er wird verwendet als Übergang von Airflares zu Flares.
- Solar Flares – Ein Flare mit den Hüften sehr hoch in der Luft. Dieser ähnelt einem Airflare, welcher mit einem Chair Flare kombiniert wird, jedoch ohne den Sprung beim Handwechsel.

### Airflare
Der Airflare ist eine fortgeschrittene Bewegung, welche einem ähnlichen Konzept wie der Halo folgt. Während des Airflares befindet sich der Breaker kopfüber und mit seinem Torso in einem Winkel von etwa 45 Grad zum Boden. (Der Winkel kann unterschiedlich sein. Je kleiner der Winkel, desto schwieriger ist die Ausführung.) Die Beine sind in einer V-Position und die Hände gestreckt. Letztere sind die einzigen Teile des Körpers, welche den Boden während der Bewegung berühren. Der B-Boy schwingt seine Beine und Arme herum, sodass er sich auf einer kreisförmigen Bahn bewegt.

#### Variationen
Es gibt viele Variationen des Airflares. Erwähnenswerte Beispiele sind:
- Elbow Airflares/Elbow Tracks – Die Ellbogen werden statt der Hände verwendet.
- Bent Leg Airflares – Ein Bein ist durchgehend gebeugt während der ganzen Bewegung. B-Boy Blond und B-Boy The End sind bekannt dafür, diese Technik zu verwenden.
- Hopping Airflares – Beide Hände berühren den Boden niemals zur selben Zeit. Eine Sprungbewegung wird verwendet, um durchgehend von einer Hand zur anderen zu springen. Die Beine sind in dieser Variation manchmal gebeugt, um den Sprung einzuleiten.
- Tombstone Airflares – Die Beine sind sowohl geschlossen als auch gestreckt während der Flugphase der Bewegung.
- Lotus Airflares – Ähnlich zu Airflares, allerdings mit den Beinen in einem Lotossitz.
- Toe Touching Airflares – Wenn eine Hand am Boden ist, wird die andere verwendet, um die Zehen eines Fußes zu berühren.
- Clapping Airflares – Klatschen beider Hände in einem Handstand zwischen Airflares.
- Threaded Airflares – Bewegen eines Beines durch die entstehende Schlaufe aus dem anderen Bein und der nicht unterstützenden Hand.
- Walking Airflares – Zumindest eine Hand ist immer im Kontakt mit dem Boden, selbst während der Flugphase von normalen Airflares. Diese Variation benötigt eine hohe Flexibilität in den Schultern.
- Einhändige Airflares – Eine sehr schwierige Variation des Airflares. Dieselbe schwingende Hand dreht einen ganzen Schwung mit lediglich einer Hand auf 180 Grad. B-Boy Punisher, B-Boy Clil u. a. sind dafür berühmt.
- Airflare 1.5 (Airflare Bombs, Airflare Suicides) – Der Körper rotiert um 540 Grad, und der B-Boy landet auf seinem Rücken statt auf den Händen.

## Sequenz

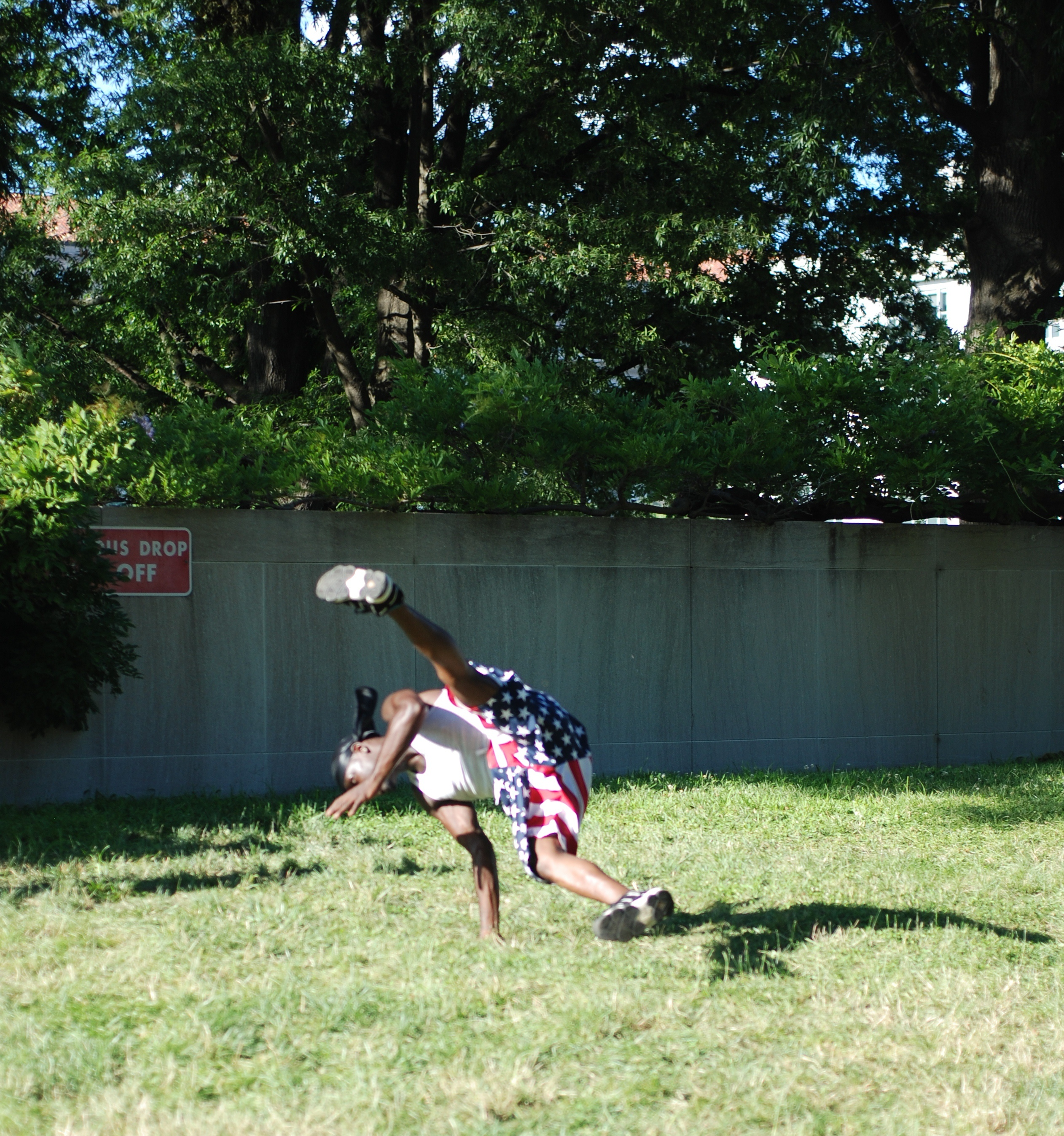
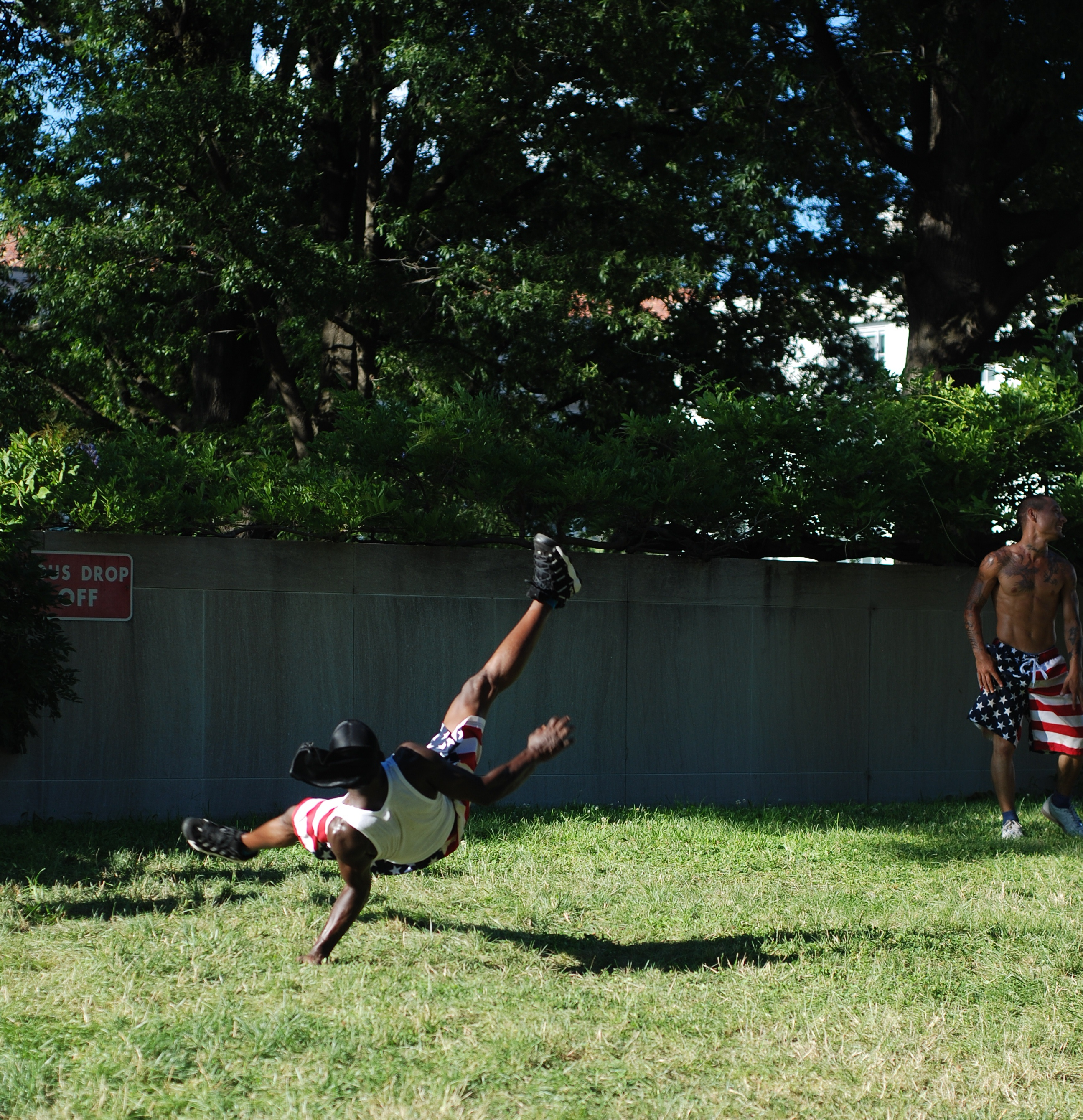
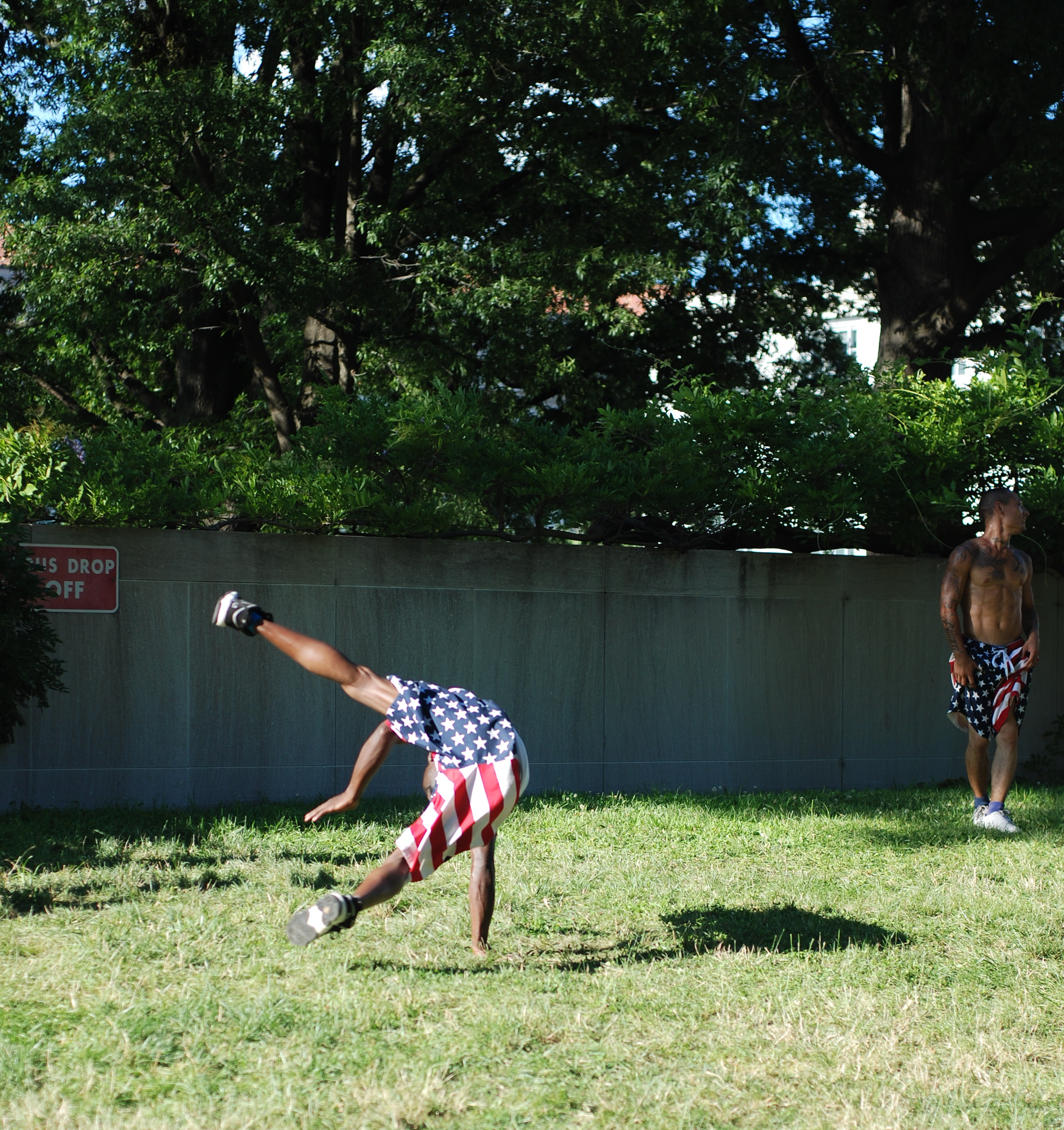
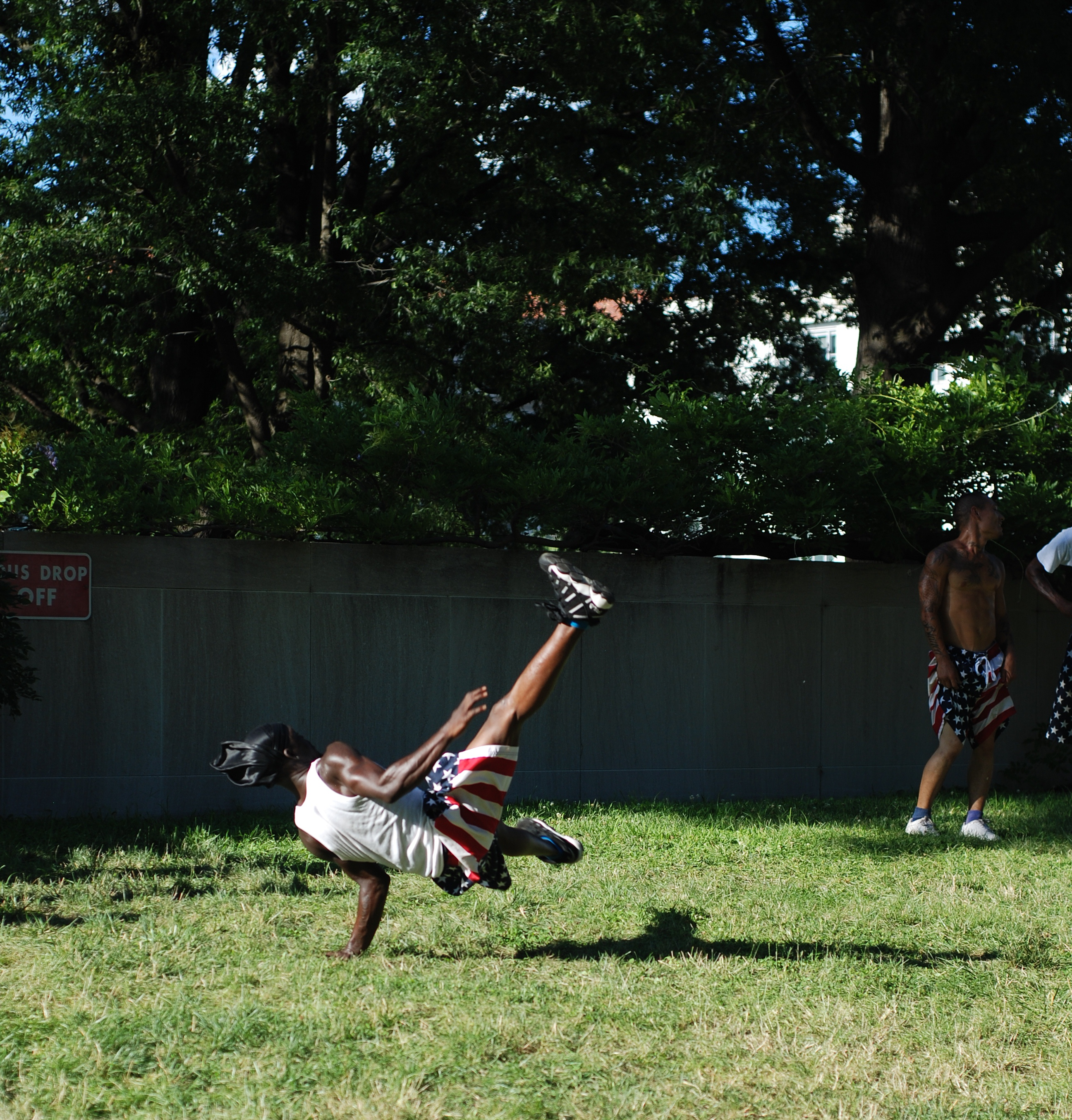
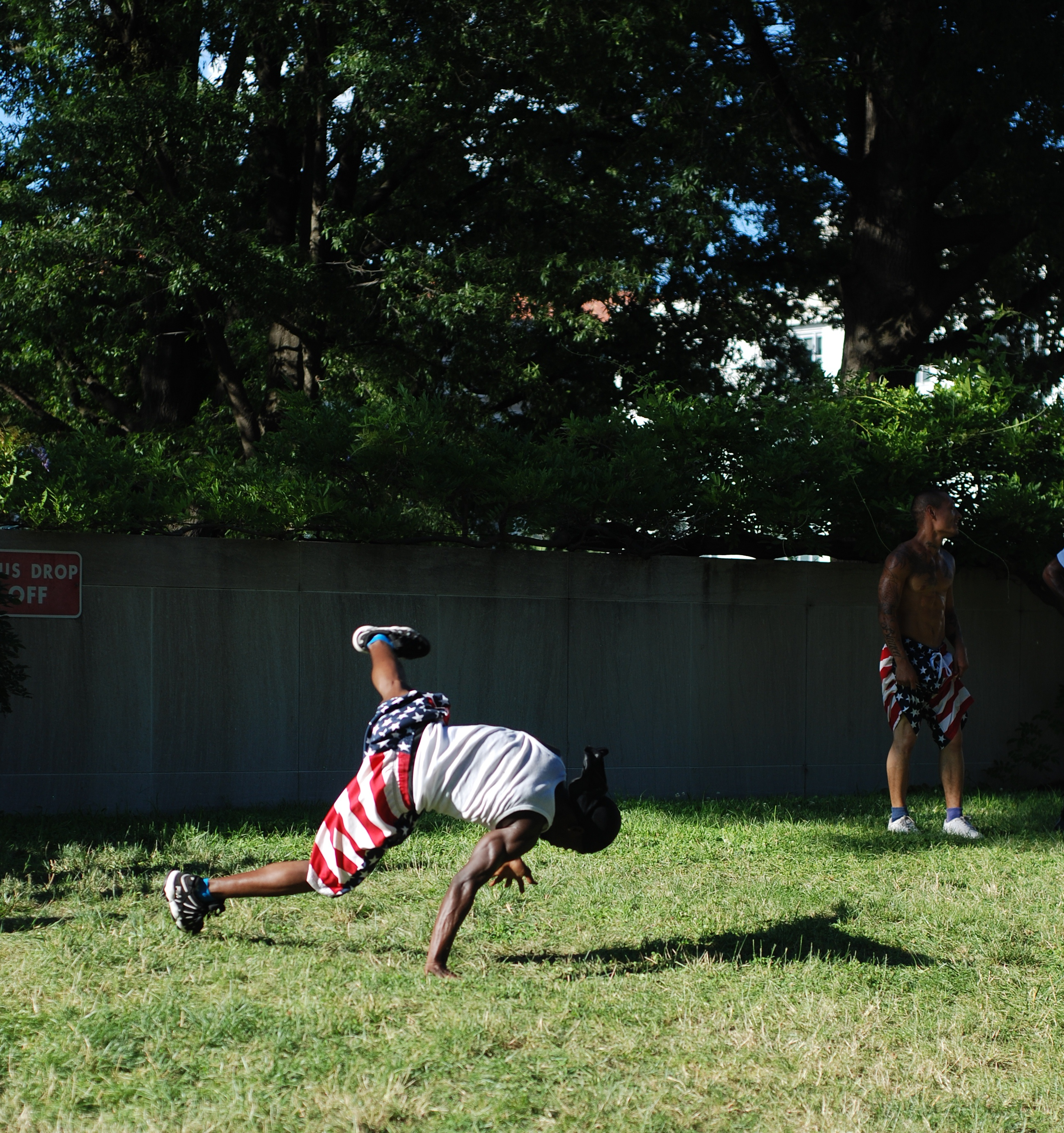
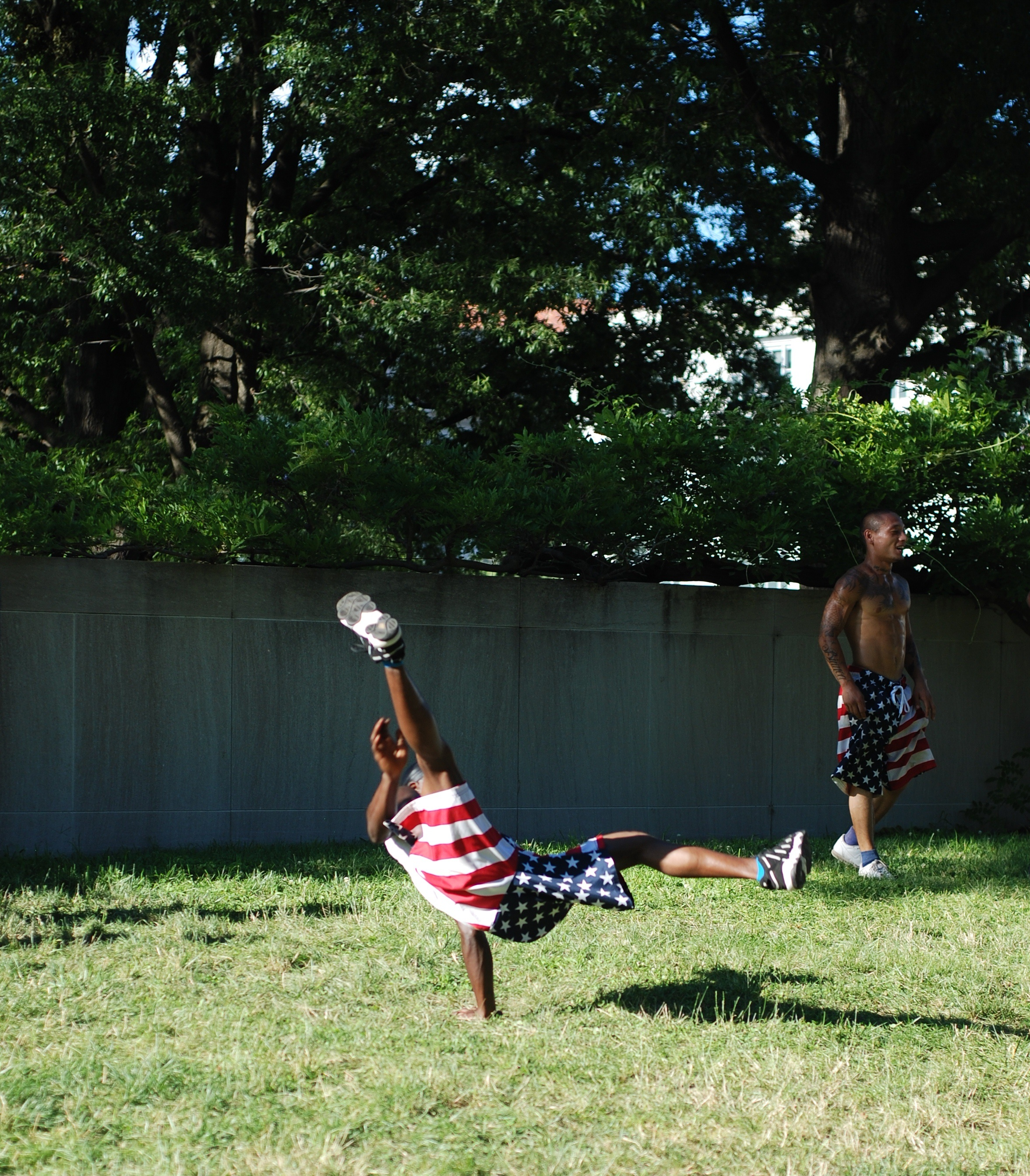
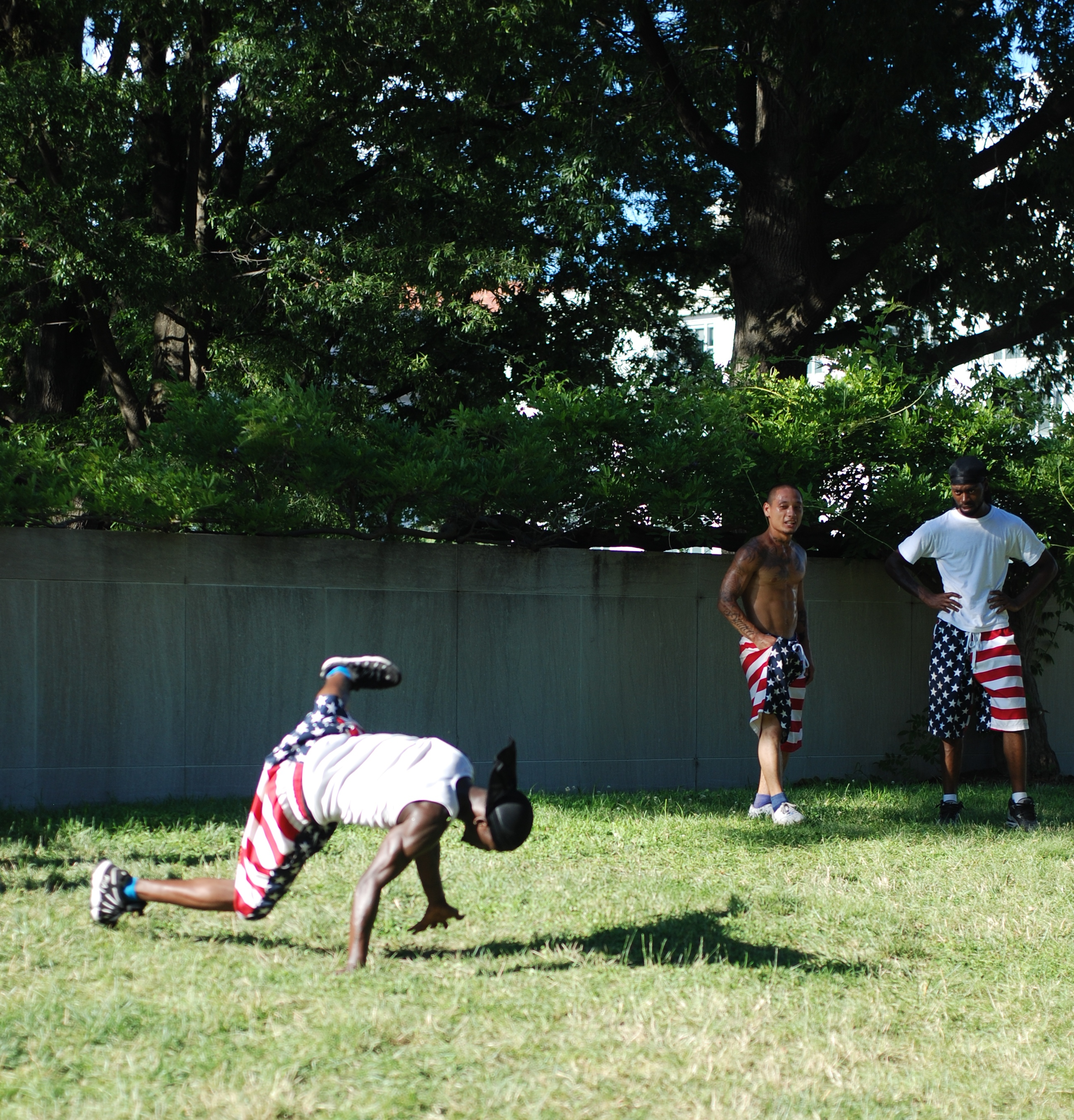
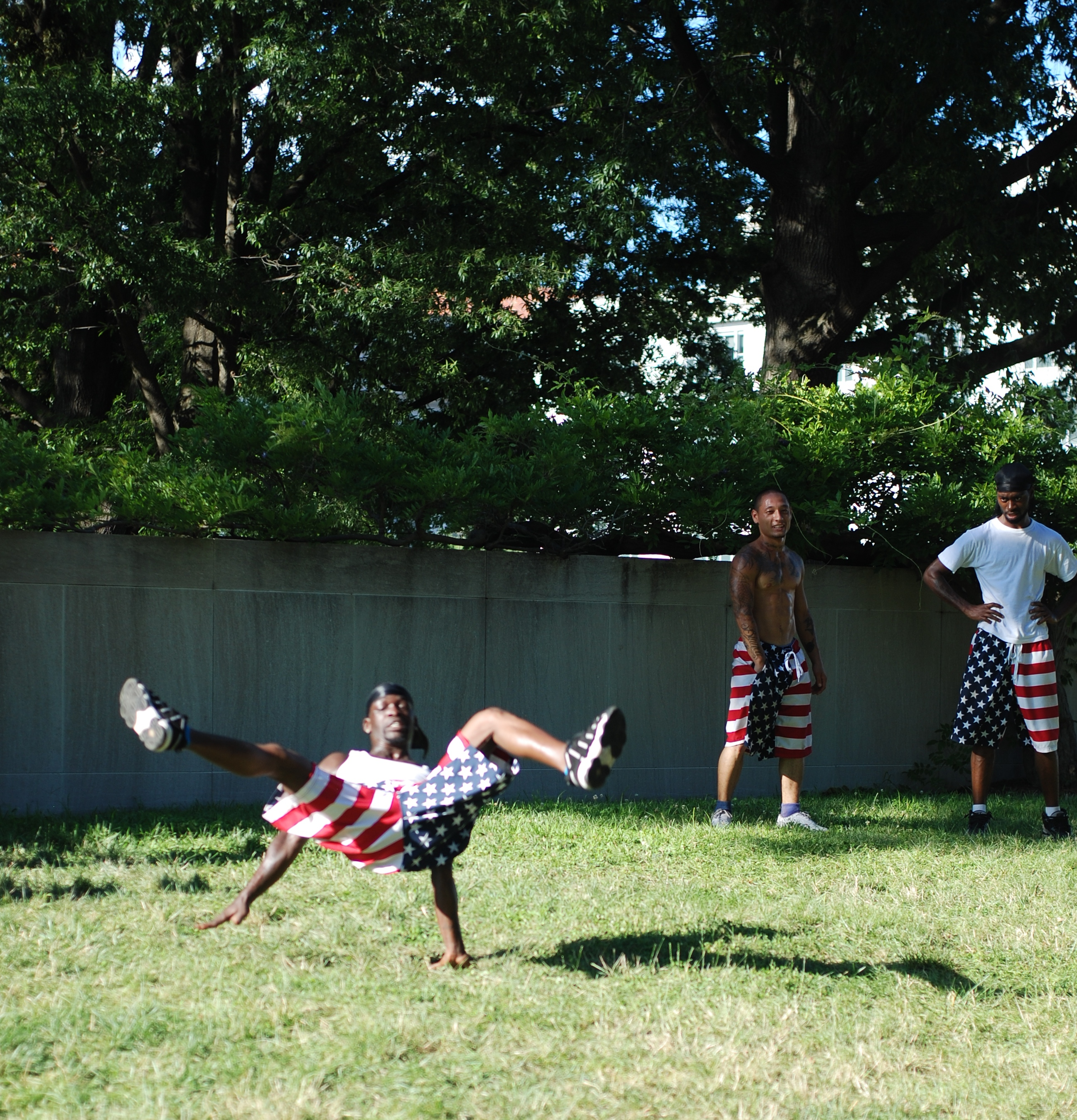

Vier Rotationen des Chair Flares: